# 후연소 사운드
후연소 사운드(영어: After-Burn Sound)는 '펑'과 비슷한 소리가 연속적으로 발생하는 엔진 제어 기술이다.

## 상세
후연소 사운드 기술은 주로 경주용 차량에 적용된다. 엑셀 오프나 변속을 할 때 소리가 발생하며, 자동차 마니아들 사이에서는 팝앤뱅이라고 불린다. 차량이 정차한 순간에도 순식간에 질주할 듯한 청각적 자극을 준다.
경주용 차량의 경우 뜨거운 엔진을 식히기 위해 연료 분사한다. 그 과정에서 뜨거워진 연료가 산소와 만나 불이 붙으면서 폭발하게 되고, 소리가 발생하게 된다. 반면, 일반 차량의 경우 안전, 배기가스 규제 등으로 인해 다른 방식으로 소리 발생하며, 피스톤 밀어내지 않고 밸브가 열린 상황에서 폭발 행정 직후의 연료를 엔진 실린더에서 폭발한다.

## 같이 보기
- 사운드
- 자동차
- 머플러